# Пелагиадская волость
Пелагиадская волость — административно-территориальная единица, входившая в Ставропольский уезд Ставропольской губернии. 
Административный центр - село Пелагиада.

## История
На 1898 год входила во второй стан Ставропольского уезда.
В 1904 году входила в 1-й стан Ставропольского уезда и включала колонию Молочная, в 1905 - во 2-й.

## Населённые пункты
На 1920 год:
- сел. Пелагиада
- кол. Молочная
- хут. Подопригоровка
- хут. Русский